# Air Côte d'Ivoire
Air Côte d'Ivoire è la compagnia aerea di bandiera della Costa d'Avorio. È stata fondata nel 2012 dopo il fallimento della precedente compagnia, Air Ivoire. 

## Storia
La compagnia nasce il 15 maggio 2012 come ente pubblico-privato, in parte di proprietà di Air France e in parte del Fondo Aga Khan per lo Sviluppo Economico (AKFED). Air Côte d'Ivoire aveva un capitale iniziale di 2,5 miliardi di CFAF, detenuto a maggioranza dal governo della Costa d'Avorio (65%), con il saldo detenuto da Air France Finance (20%) e Aérienne de Participation - Côte d'Ivoire (15%), una holding di compagnie aeree di AKFED.
Un aspetto importante da ricordare è che la Costa d'Avorio non aveva vettori nazionali dal crollo di Air Ivoire nel marzo 2011. 
A novembre 2012 , era previsto che la nuova compagnia avesse 13 capitani di volo, 12 primi ufficiali e 37 membri dell'equipaggio di cabina.  L'azienda prevede di avere una capacità di passeggeri di 330.000 all'anno.  Ha trasportato 253.000 passeggeri nel 2013.
Nel novembre 2021, l'uomo d'affari Oumar Diawara ha ottenuto il sequestro in Mali di un Airbus A319 immatricolato TU-TSZ operato dalla compagnia nazionale Air Côte d'Ivoire. L'aereo è stato in grado di decollare nuovamente 90 minuti dopo, dopo che è stato raggiunto un compromesso tra le parti. Le trattative hanno coinvolto le autorità maliane e Oumar Diawara.

## Destinazioni
Air Côte d'Ivoire opera voli verso 26 destinazioni tutte interne al continente africano. Tali rotte hanno le seguenti destinazioni:
- Benin
- Burkina Faso
- Camerun
- Costa d'Avorio
- Ciad
- Gabon
- Ghana
- Guinea
- Liberia
- Mali
- Niger
- Nigeria
- Repubblica Centrafricana
- Repubblica del Congo
- Repubblica Democratica del Congo
- Senegal
- Sierra Leone
- Togo

## Flotta

### Flotta attuale
A maggio 2025, la flotta di Air Côte d'Ivoire è composta dai seguenti aeromobili:

### Flotta storica
La compagnia in passato ha inoltre utilizzato:
- 4 Airbus A319, entrati in flotta tra il 2012 e il 201 e dismessi nel 2017, 2020 e 2021 (registrazioni: TU-TSA, TU-TSB, TU-TSN, TU-TST)
- 3 Airbus A320, entrati in flotta tra il 2016 e il 107 e usciti tutti nel 2017 (registrazioni: TU-TRA, TU-TSS, TU-TSU)
- 1 Embraer 170, entrato in flotta nel 2013 e uscito nel 2015 (registrazione: F-HBXH)[2]

## Proprietà
Attualmente gli azionisti di Air Côte d'Ivoire sono:
| Azionisti                    | partecipazione |
| ---------------------------- | -------------- |
| Governo della Costa d'Avorio | 58%            |
| Air France                   | 11%            |
| Golden Road                  | 23%            |
| Altri investitori            | 8%             |
| Totale                       | 100%           |